# Гранулятор

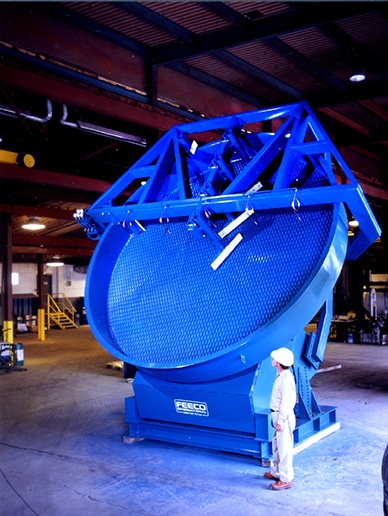
Тарельчатый окомкователь

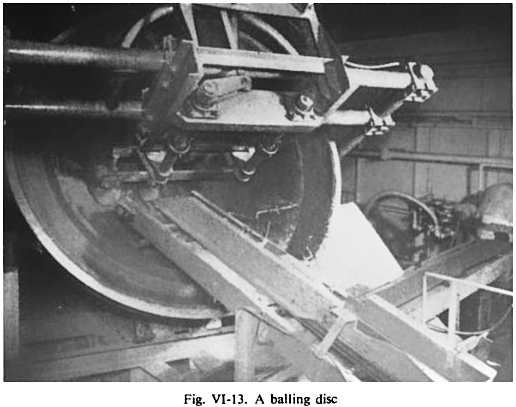
Тарельчатый окомкователь

Грануля́тор (окомкователь) — устройство для грануляции (окомкования, пеллетизации, озернения, окускования) тонкоизмельченных материалов, способствующее увеличению производительности агломерационных машин, или производства сырых окатышей.

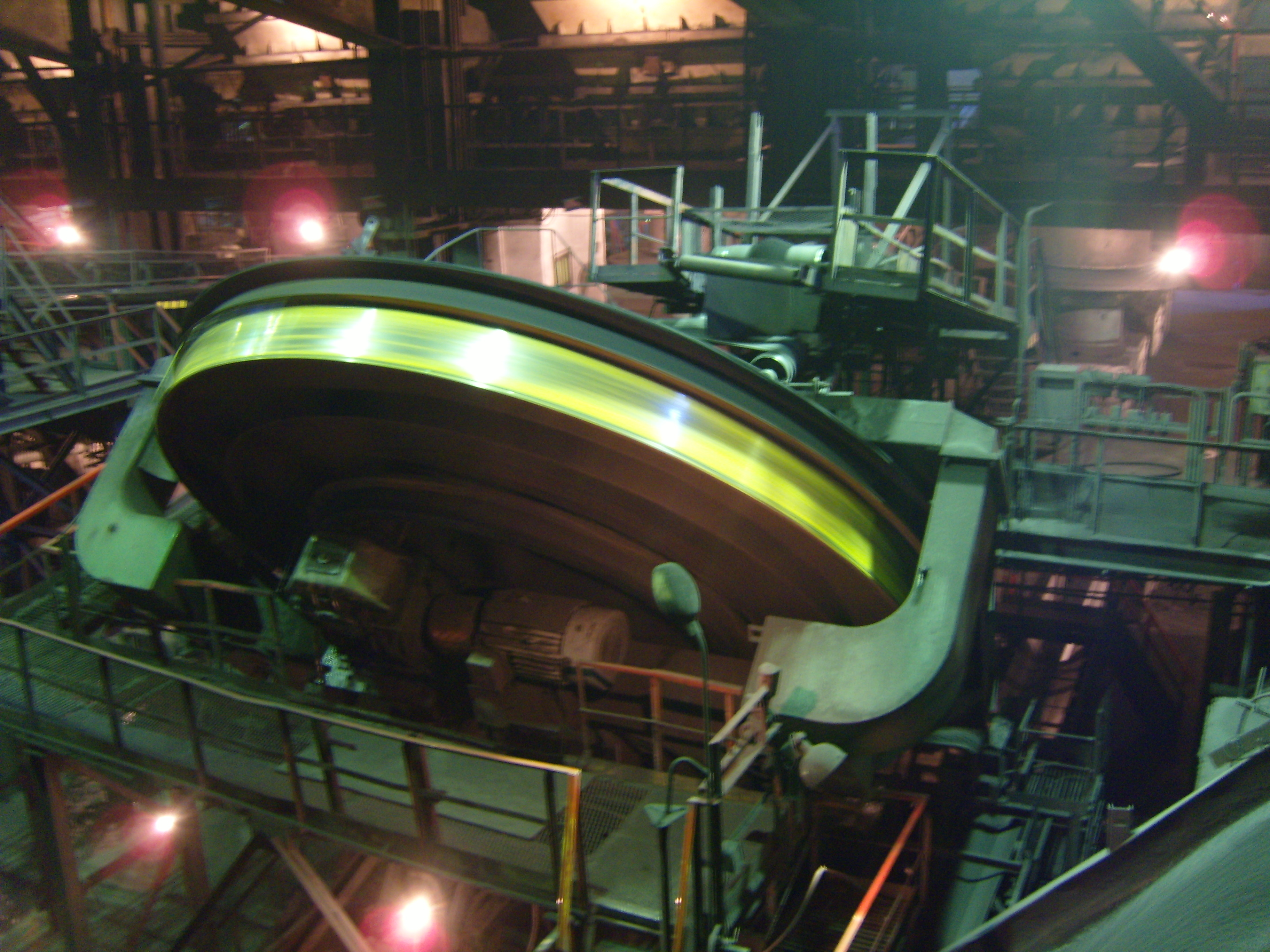
Тарельчатый окомкователь (гранулятор) для производства окатышей

Могут использоваться для получения топливных гранул (пеллет) из измельченных древесных отходов; для гранулирования кормов для скота, и др.

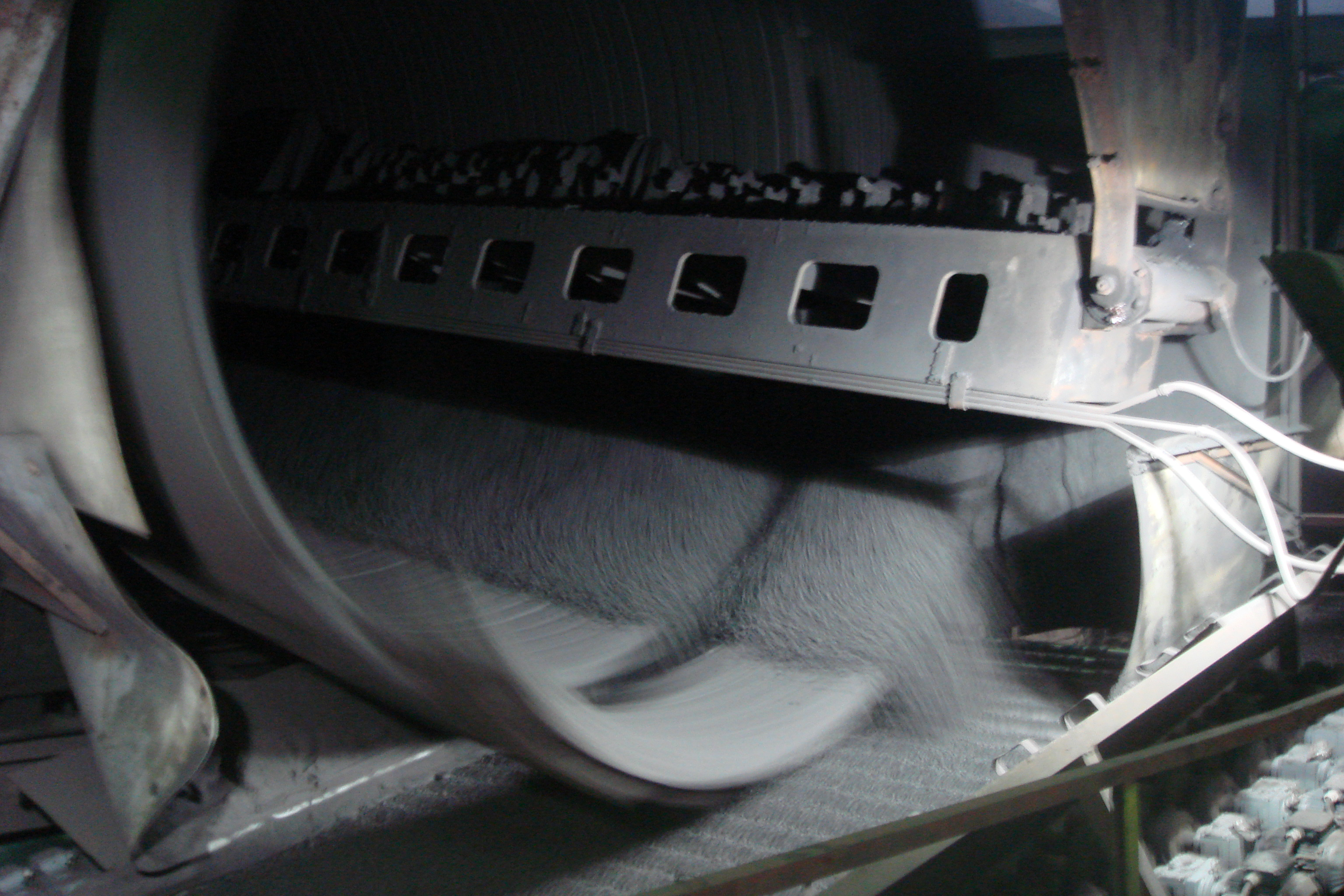
Барабанный окомкователь (гранулятор) для производства окатышей

## Применение грануляторов
В промышленности грануляторы применяются для получения сырых окатышей из тонкоизмельченных железорудных концентратов на фабриках окомкования.
Барабанные окомкователи для окатышей устанавливают в замкнутом цикле с грохотом и подрешетный продукт (мелочь) направляют обратно в барабан в рециркуляцию, что ускоряет образование окатышей. Оптимальное количество циркуляционной нагрузки составляет 100—150 % от производительности окомкователя.
Чашевые окомкователи применяют для окомкования однокомпонентных хорошо комкующихся шихт с постоянными физико-химическими и минералогическими свойствами. В этом случае чашевые окомкователи могут давать классифицируемые по крупности окатыши, что позволяет вести технологический процесс без циркуляционной нагрузки и грохочения. Это упрощает схему цепи аппаратов и компоновочно-технологические проектные решения здания цеха окомкования.

## Рабочие инструменты грануляторов
- Барабанный гранулятор
  - барабан
  - конический грохот
  - бандажи
  - венцовая шестерня
  - катки
  - редуктор
  - ленточный конвейер
  - консольный питатель
  - ножи очистные
  - спиральный скребок для очистки от налипшей шихты

- Тарельчатый (чашевый) гранулятор
  - тарели (чаши)
  - конвейер
  - очистные ножи

## Классификация грануляторов
Грануляторы можно классифицировать по устройству и принципу действия на следующие типы:
- барабанные грануляторы
- тарельчатые (чашевые) грануляторы
- конусные грануляторы
- многоконусные грануляторы
- ленточные грануляторы
- вибрационные грануляторы